# Geschiedenis van Keulen
Dit artikel behandelt de geschiedenis van Keulen.

## Romeinse stad

Reconstructie van Romeins Keulen

De oorsprong van de naam van de stad Keulen gaat terug tot de Romeinen, die er de nederzetting Colonia Agrippina hadden. Voor die tijd woonden er Ubiërs een volk van de Eburonen en de Romeinen noemden hun nederzetting op een eilandje in de Rijn Oppidum Ubiorum. De Romeinen vestigden er hun gouverneurszetel voor de provincie Germania Inferior, waaronder ook de nu Nederlandse gebieden ten zuiden van de Rijn en grote delen van België vielen. De nederzetting groeide uit tot een flinke stad. De latere echtgenote Julia Agrippina van keizer Claudius werd er geboren toen haar vader Germanicus in Oppidum Ubiorum was gelegerd. Ter ere van haar werd de stad omgedoopt tot Colonia Claudia Ara Agrippinensium en ommuurd.
In de plattegrond van het centrum van de stad is de oude ommuring en het Romeinse rechthoekige stratenplan nog zichtbaar. Er bestaan ten minste twee resten van Romeinse torens, waarvan één voorzien van het originele steenmozaïek uit de Romeinse tijd. Bij de Grote Volksverhuizing werd de stad bezet door de Ripuarische Franken, die er ook een van hun belangrijkste bestuurscentra vestigden. Door alle invasies en onrust van de 4de tot en met de 6e eeuw liep de bevolking wel flink terug, maar Keulen bleef een van de grootste steden ten noorden van de Alpen.

## Aartsbisdom en keurvorstendom
Al in de vroege middeleeuwen begon de stad weer te groeien, omdat de ligging op het kruispunt van grote handelswegen en de Rijn belangrijk bleef. Ook de bisschop van Keulen bleef steeds een belangrijke figuur op het politieke toneel van de middeleeuwen en domineerde ook lange tijd het zuidelijke grensgebied van het huidige Nederland. In 794 verhief Karel de Grote bisschop Hildebold van Keulen tot aartsbisschop. In de kerkelijke organisatie waren de bisschoppen van Luik, Minden, Utrecht, Munster en Osnabrück onderhorig aan die van Keulen. De heilige Bruno de Grote, broer van keizer Otto I, werd in 953, naast aartsbisschop ook hertog van Lotharingen. Uiteindelijk behield de bisschop van Keulen slechts het wereldlijk gezag over een smalle strook van 150 km lang aan de linkeroever van de Rijn. Toch was dit voldoende om tot de voornaamste hoogwaardigheidsbekleders van het Heilige Roomse Rijk te horen, met name als keurvorst van het zogenaamde Keur-Keulen.

## Rijksstad en Hanzestad

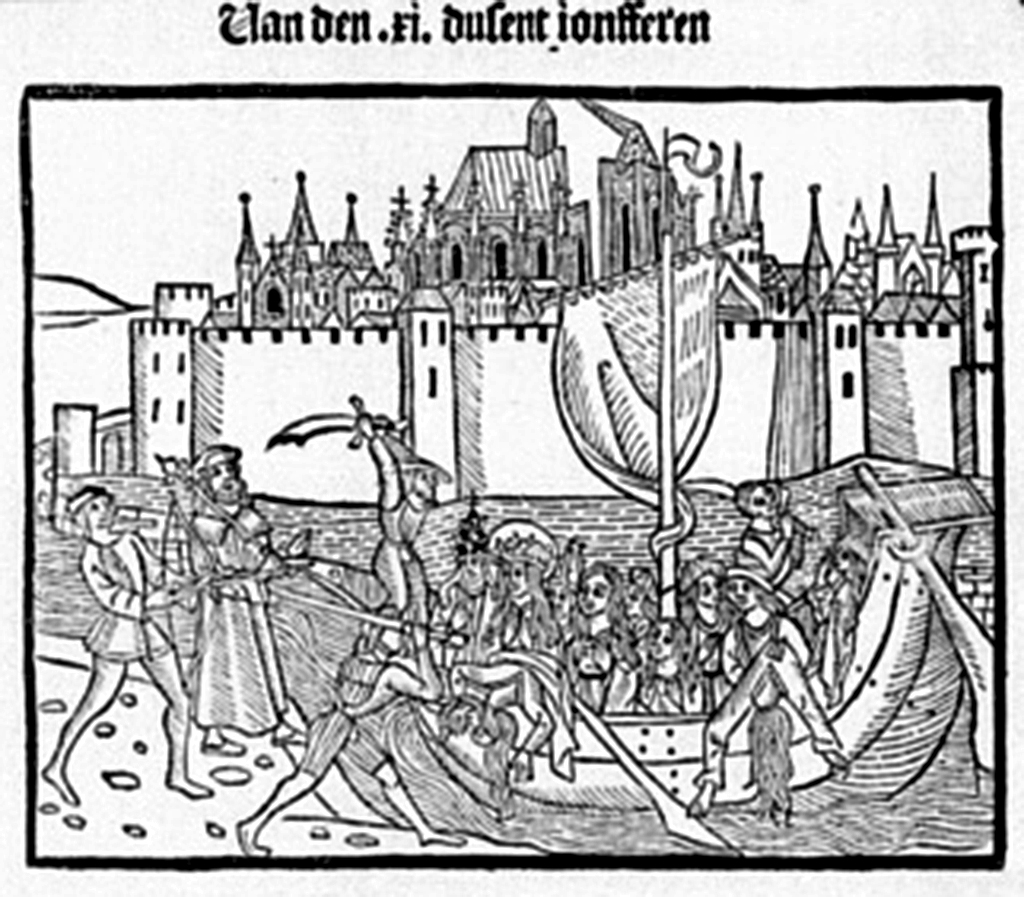
Martelaarschap van St Ursula, houtsnede uit 1499, Keulen

In de late 13e eeuw raakte het patriciaat van de stad in conflict met de bisschop. In de Slag bij Woeringen in 1288 vocht het contingent van de Keulse burgers aan de kant van de hertog van Brabant, de vijand van de bisschop. Dankzij de nederlaag van de bisschop kon de stad zich van diens heerschappij bevrijden en in feite een onafhankelijke stadstaat worden, midden in de rest van het keurvorstendom, dat onder het gezag van de bisschop bleef. Die bisschop zou voortaan zijn zetel hebben te Bonn. In 1367 werd Keulen lid van de Hanze. Rond die tijd was Keulen met 40.000 inwoners de grootste stad van het Rijk. In 1475 bevestigde keizer Frederik III officieel de status van Keulen als vrije rijksstad en dat zou ze ruim drie eeuwen blijven.

## Keulen blijft katholiek
Tijdens de reformatie blijven zowel de stad als het omliggende bisdom katholiek. Sommige bisschoppen bekenden zich tot het protestantisme, maar troepen uit de Spaanse Nederlanden en Beieren beheersten het gebied. Twee eeuwen lang leverde het huis Wittelsbach de aartsbisschoppen en dus ook de keurvorsten.

## Beierse, Nederlandse en Franse invloed
Na de Vrede van Westfalen nam, naast de Beierse, ook de Franse invloed in Keulen toe. In de zogenaamde Hollandse Oorlog liet aartsbisschop Maximiliaan Hendrik van Beieren zijn troepen aan Franse zijde tegen de Republiek der Zeven Verenigde Nederlanden opereren. De Republiek bezette het gebied, dat pas dertig jaar later bij de Vrede van Nijmegen aan de bisschop werd teruggegeven. In de Zevenjarige Oorlog koos bisschop Clemens August I van Beieren opnieuw de Franse kant, nu tegen Pruisen. Bij de Vrede van Lunéville kwam Keulen met de hele westelijke Rijnoever bij de Franse Republiek.

## Pruisen
Bij het Congres van Wenen werd Keulen Pruisisch, maar het Franse recht bleef gelden. In de nieuwe tijd verminderde de invloed van Keulen buiten het Rijnland, maar bleef de stad toch verreweg economisch, cultureel en staatsrechtelijk tot aan de industriële revolutie de belangrijkste stad, waarna de noordelijker streken van het Ruhrgebied economisch belangrijker werden. Wel bleef het belang als cultuur- en universiteitsstad gehandhaafd en werd de stad een van de belangrijkste spoorwegknooppunten van Duitsland.

## Hedendaagse Duitsland

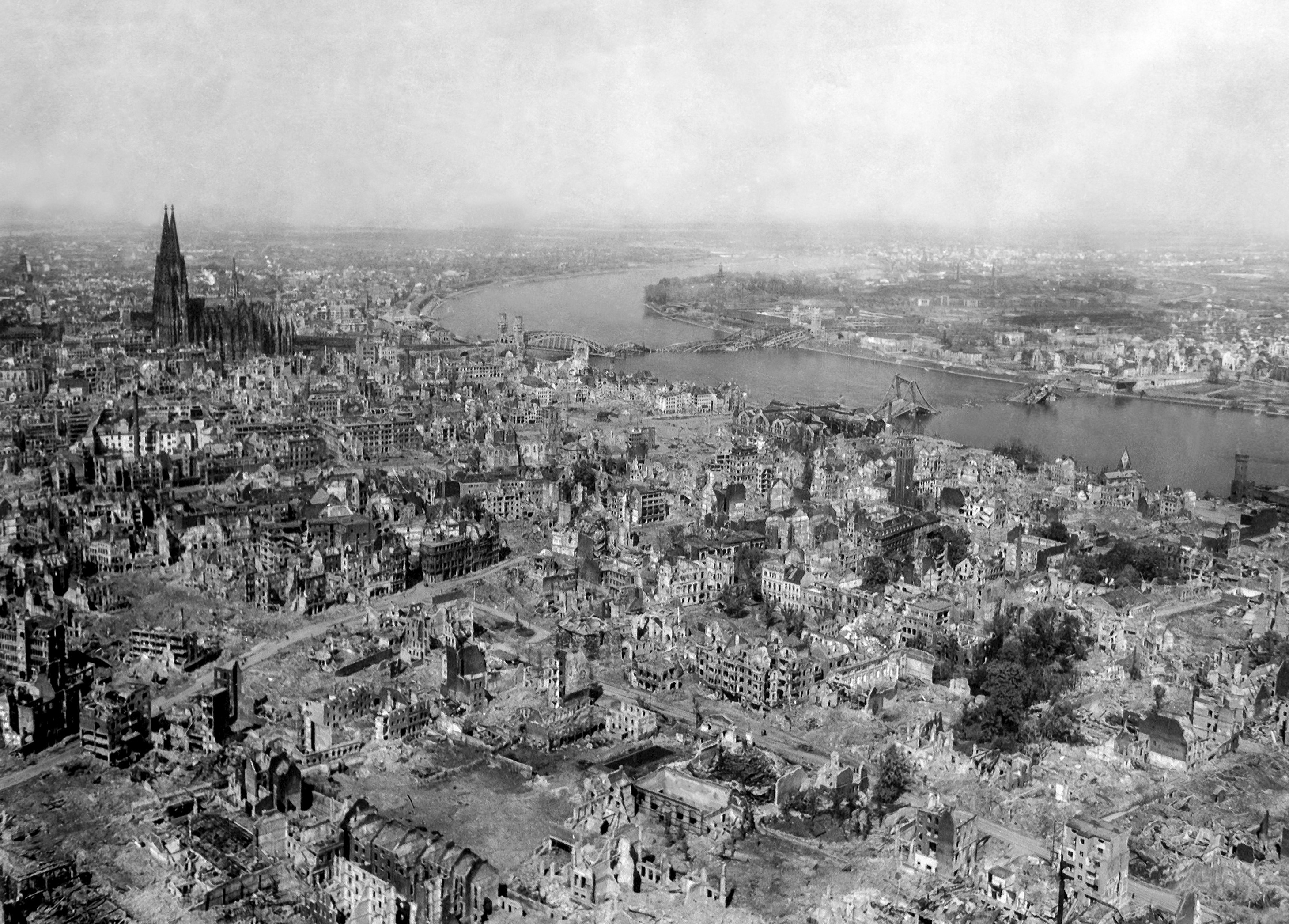
Keulen in 1945

Het hedendaagse beeld van Keulen wordt vooral gedomineerd door de Dom, een van de grootste (neo)gotische kerken in Europa, die pas werd voltooid in 1880. Het centrum van Keulen werd in de Tweede Wereldoorlog zwaar gebombardeerd en bijna volledig verwoest. Na de oorlog werden de enkele overgebleven vooroorlogse gebouwen die nog overeind stonden hersteld, maar het grootste gedeelte was niet meer te redden. Het huidige stratenplan is nog wel vooroorlogs, maar de meeste gebouwen die men nu ziet zijn van na 1945. Na de oorlog zijn wel de vele romaanse kerken die de stad telt weer volledig gerestaureerd.
Nadat de verwoestingen van de oorlog hersteld waren groeide de stad weer snel uit tot zijn aloude positie van een van de belangrijkste steden van Duitsland. Bij de stichting van de Bondsrepubliek werd de Keulse burgemeester Konrad Adenauer bondskanselier en werd het regeringscentrum gevestigd in het nabij Keulen gelegen stadje Bonn.
De rijke geschiedenis van de stad werd gedocumenteerd in de tientallen kilometers archiefstukken in het Historisch Archief, dat echter op 3 maart 2009 instortte.
Rond de 1200 vrouwen werden op oudejaarsavond 2015 aangerand, hetgeen grote ophef in Duitsland gaf.